# Barleeia creutzbergi
Barleeia creutzbergi is een slakkensoort uit de familie van de Barleeiidae. De wetenschappelijke naam van de soort is voor het eerst geldig gepubliceerd in 1988 door Jong & Coomans.